# Rhipidia coheriana
Rhipidia coheriana är en tvåvingeart som först beskrevs av Alexander 1959.  Rhipidia coheriana ingår i släktet Rhipidia och familjen småharkrankar.
Artens utbredningsområde är Nepal. Inga underarter finns listade i Catalogue of Life.